# Roseanne
Roseanne – amerykański sitcom nadawany w latach 1988–1997, a następnie od 2018.
Serial opowiada o losach typowej amerykańskiej rodziny. Rolę tytułową zagrała Roseanne Barr, w roli jej męża wystąpił John Goodman.
Ta sama obsada pojawiła się we wznowieniu serialu w 2018 roku. Pierwsze dwa odcinki, wyemitowane 27 marca 2018, przyniosły stacji rekordowe wyniki oglądalności.
Od 19 października 2006 roku był emitowany w Comedy Central Polska.

## Obsada[2]
- Roseanne Barr - Roseanne Conner
- John Goodman - Dan Conner
- Laurie Metcalf - Jackie Harris
- Michael Fishman - David Jacon „D.J” Conner
- Sara Gilbert - Darlene Conner Healy
- Alicia Goranson - Becky Conner Healy
- Johnny Galecki - David Healy
- Ned Beatty - Ed Conner

i inni.